# پرستودریایی کمینه
پرستودریایی کمینه (نام علمی: Sternula antillarum) نام یک گونه از سرده پرستودریایی‌های کوچک است.

## نگارخانه

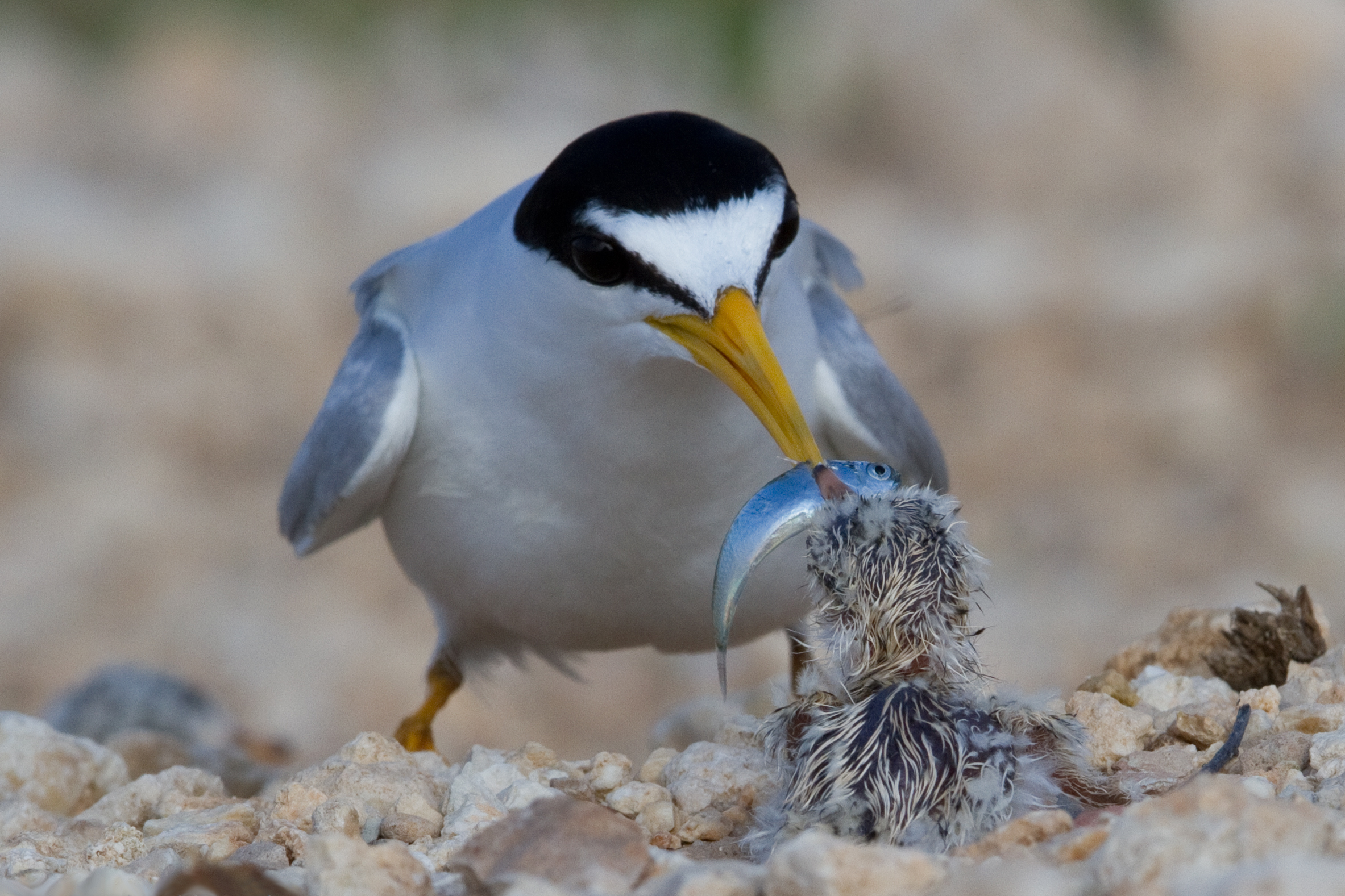
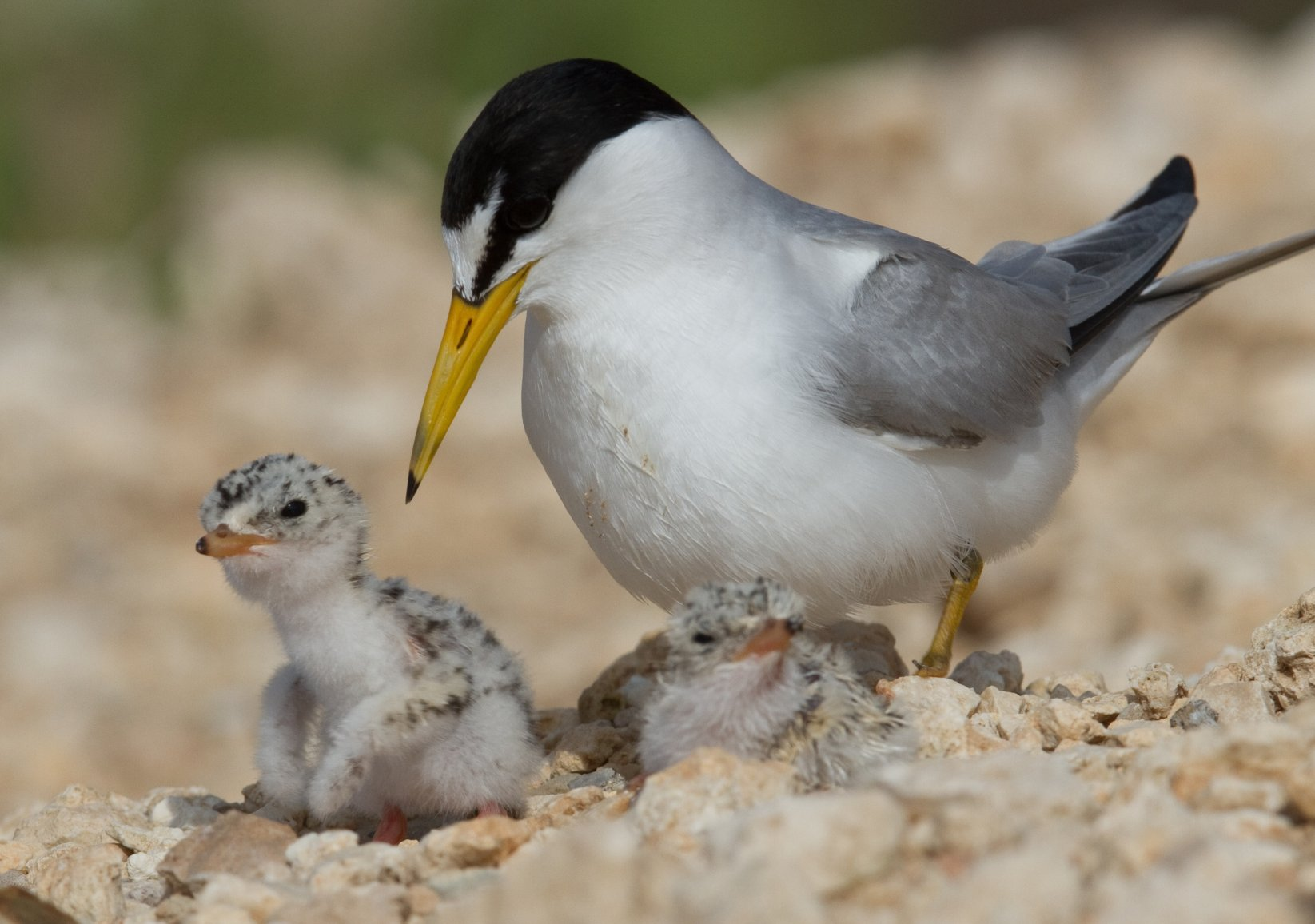
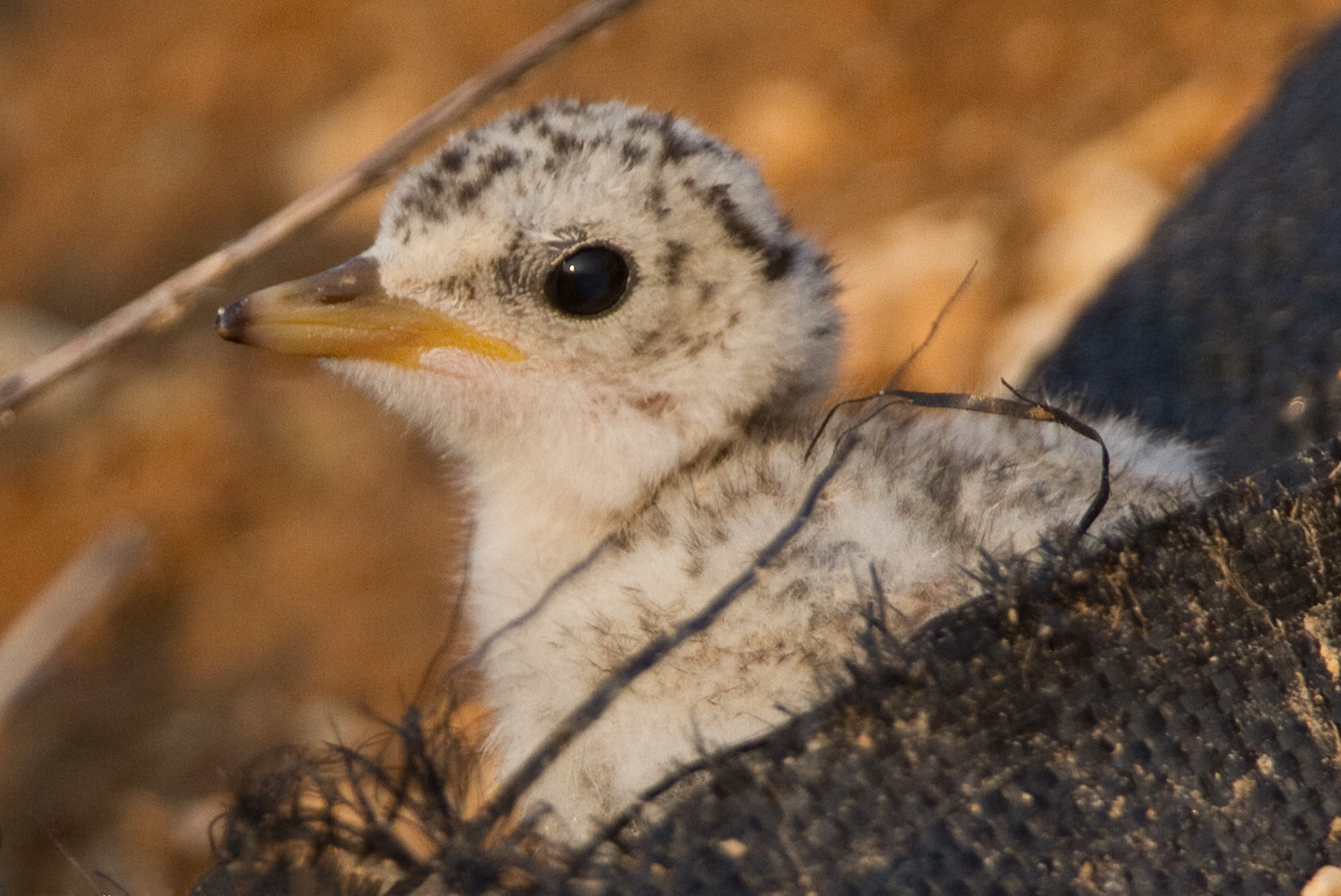
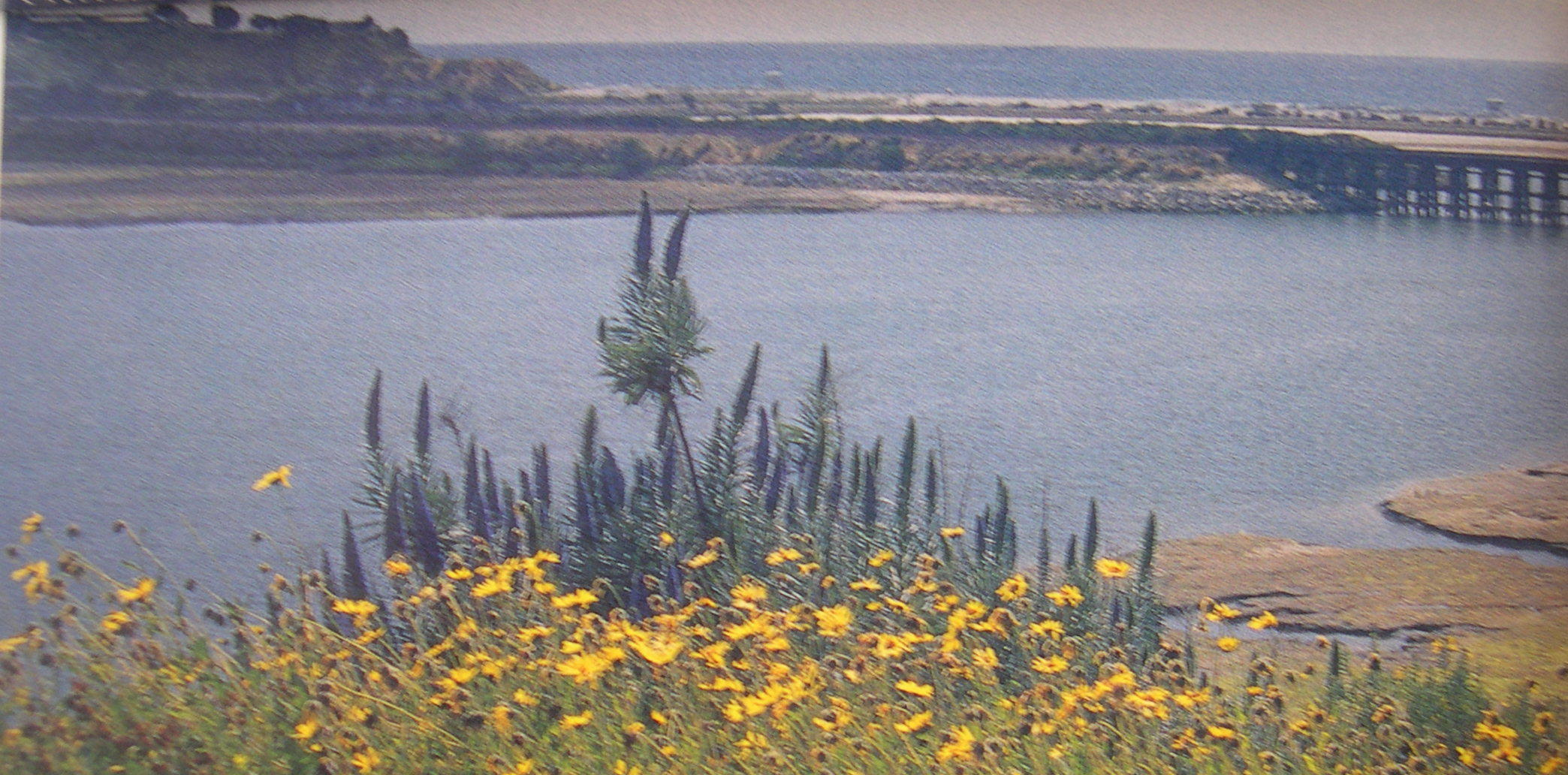
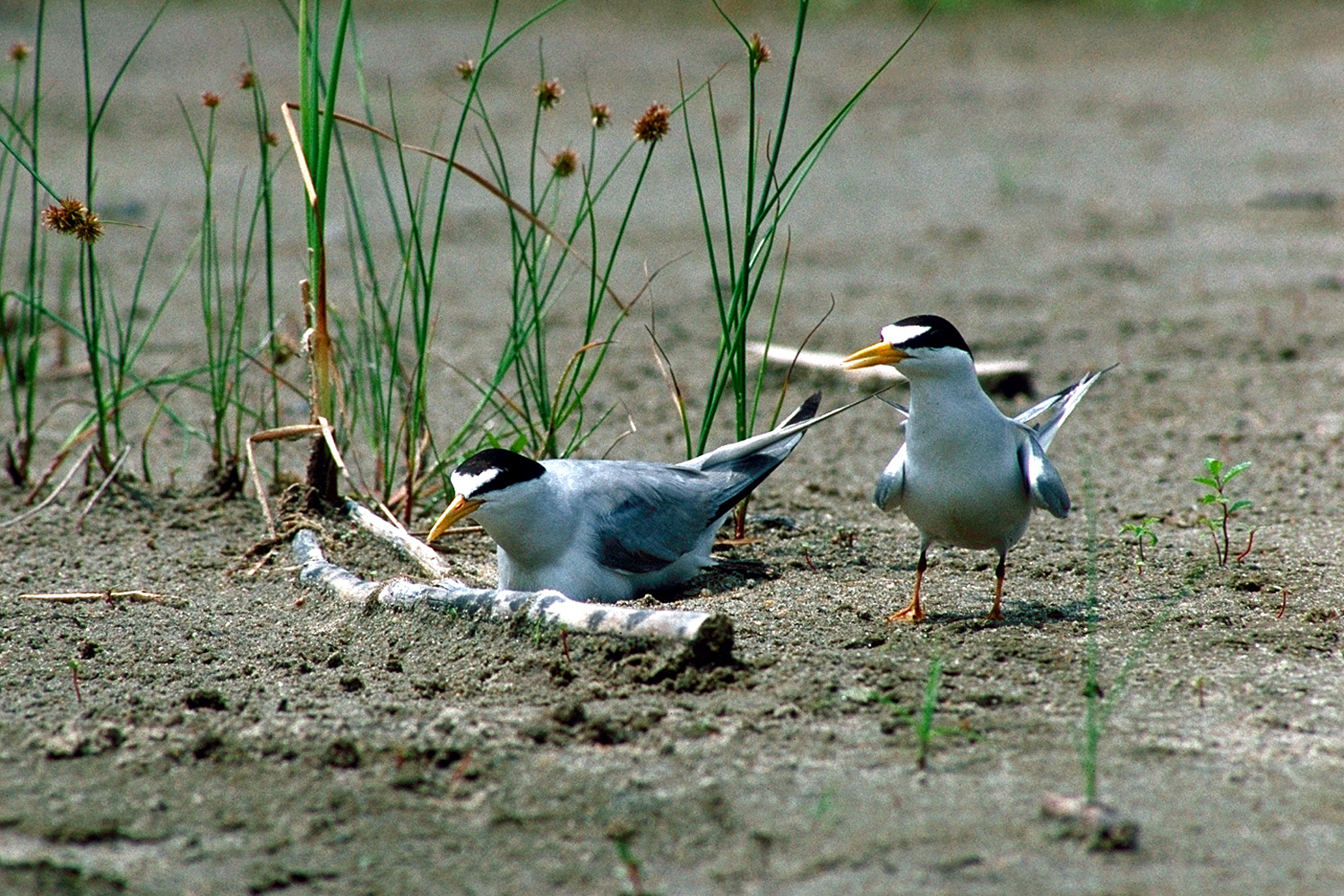
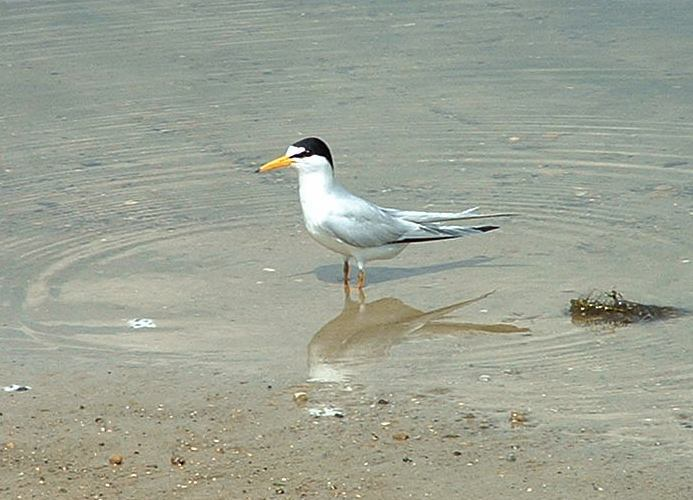